# Geovanny Vicente Romero
Geovanny Antonio Vicente Romero (Padre Las Casas, 21 de agosto de 1986) é estrategista político, advogado, colunista, consultor internacional e professor universitário dominicano. Ele é especialista em políticas públicas e administração pública, e tem vários anos de experiência no setor público, acadêmico e jornalismo. Ele escreve uma coluna semanal para a CNN como analista político.

## Infância e educação
Geovanny Antonio Vicente Romero nasceu em Padre Las Casas (Azua) em 1986 em uma família de advogados. Seu pai, Marino Vicente Rosado, trabalha como juiz há mais de 20 anos (e ainda está no cargo), e sua mãe, Digna Romero, também é advogada, que atuou como juíza interina. Ele passou a infância e os anos de universidade na República Dominicana, e depois disso passou alguns anos trabalhando lá. Geovanny Vicente mudou-se para os Estados Unidos em 2013 e trabalha lá desde então. Vicente Romero é bacharel em Direito e Políticas Públicas pela Universidad Autónoma de Santo Domingo (2009). Obteve o título de mestre em criminologia e prisões (2011) pela Universidade de Múrcia, na Espanha. Ele foi para a George Washington University para obter um mestrado em Comunicação Política e Governança Estratégica da Escola de Gestão Política.

## Carreira
Como analista político, Geovanny aparece regularmente nos principais veículos de notícias internacionais, incluindo CNN, The Washington Post,  Washington Examiner, Newsweek, HuffPost, The Jerusalem Post, World Business Report da BBC, Infobae e Mundo Hispánico, em espanhol e inglês, sobre os Estados Unidos, América Latina e Europa. Ele tem sido um forte defensor dos remédios para as mudanças climáticas e da importância do desenvolvimento da sustentabilidade. Além disso, Vicente Romero escreve uma coluna na CNN, Infobae, El Diario La Prensa, La Opinión, El Nuevo Día, La Prensa Gráfica e El Telégrafo. Foi redator do Banco Interamericano de Desenvolvimento (BID) e de agências internacionais de notícias, como a mexicana El Universal, entre outras. Ele trabalhou para o Ministério da Administração Pública da República Dominicana como analista de políticas públicas e se tornou diretor interino do serviço público dominicano por alguns meses. Vicente Romero também ministrou duas aulas de direito por semestre na Universidad Central del Este durante 5 anos. Ele é o fundador do Centro de Políticas Públicas, Desenvolvimento e Liderança da República Dominicana (CPDL-RD) e recebeu o Prêmio Provincial de Liderança Profissional para a Juventude da República Dominicana concedido pela Presidência Dominicana e Ministério da Juventude. Romero também recebeu a bolsa Robert E. Lesher concedida pela Carlos Rosario International Public Charter School, em Washington, DC , em 2017.

## Democracia e eleições
Geovanny trabalhou em parceria com a New York University por meio da série DC Dialogues, uma iniciativa acadêmica que aborda temas como desenvolvimento, negócios, governança e democracia. Durante essas discussões, Geovanny moderou diálogos com o Secretário-Geral da Organização dos Estados Americanos, Luis Almagro; o presidente da República Dominicana, Luis Abinader; o vice-presidente de El Salvador, Félix Ulloa; Diretor do Programa da América Latina do Woodrow Wilson Centro Internacional para Acadêmicos , Dra. Cynthia J. Arnson; Diretora do National Endowment for Democracy para a América Latina e a caribenha Miriam Kornblith; o presidente do Diálogo Interamericano, Michael Shifter; a prefeita porto-riquenha María Meléndez, entre outros.
Vicente Romero trabalhou como observador eleitoral internacional. Ele foi um dos observadores durante o lançamento do primeiro monitoramento eleitoral baseado em amostra nos Estados Unidos, Observe DC, uma iniciativa da Universidade de Georgetown que surgiu durante as eleições de meio de mandato de 2018. Ele observou eleições nos Estados Unidos , El Salvador, República Dominicana, entre outros países. Em fevereiro de 2019, ele observou a eleição presidencial em El Salvador por meio da missão de observação eleitoral da Organização dos Estados Americanos.

## Publicações
Geovanny Vicente Romero é coautor de vários livros sobre comunicação política, governança e democracia.
• Vicente Romero, Geovanny. Retribuir quando mais precisar. Em LJ Pentón Herrera & ET Trịnh (Eds.), Critical Storytelling: Multilingual Immigrants in the United States. Sense Publishers. 2020. ISBN  978-90-04-44618-2.
• Vicente Romero, Geovanny. Caso República Dominicana. Universo COMPOL: Universo de la Comunicación Política (1ª edição). Buenos Aires - Editorial EPYCA. 2020. ISBN  978-987-86-4728-9. Nadia Brizuela. Trabalho coletivo.
Vicente Romero está atualmente trabalhando em dois livros; um sobre o futuro político e econômico da região centro-americana e outro sobre os mitos e realidades do sonho americano do ponto de vista dos latinos nos EUA.

## Reconhecimentos
- Eleito um herói de sua comunidade na lista “COVID-19 Hispanic Heroes” (2020) do El Tiempo Latino , o jornal de língua espanhola com maior circulação na área do DMV (Washington, DC, Maryland e Virginia). Outros líderes dessa lista incluem Muriel Bowser, Prefeita da Cidade de Washington DC Esse reconhecimento foi concedido durante o "Mês Nacional da Herança Hispânica" que é comemorado nos Estados Unidos, de setembro a outubro.[26]
- Prêmio Nacional da Juventude concedido pela Presidência Dominicana por Excelência Profissional: 2020[27]
- Homenageado com o título de "Hijo Adoptivo de la Ciudad de Azua" (Filho Adotado da Cidade de Azua) pela Câmara Municipal e pelo Prefeito Rafael Hidalgo.[28]
- Reconhecido por suas contribuições aos municípios da República Dominicana pela Federação Dominicana de Municípios (FEDOMU).[29]
- Selecionado como um dos cem profissionais políticos mais influentes de 2018 pela Washington COMPOL Magazine.[30]
- Recebedor da Bolsa Robert E. Lesher / Carlos Rosario em 2017.[31]
- Bolsista de ensino da Global Language Network em 2015 e 2016.[32]
- Eleito um dos principais Jovens Profissionais Dominicanos pelo Ministério da Juventude em 2015.